# ويليام سميث (جندي)
ويليام سميث (بالإنجليزية: William Smith)‏ هو جندي أمريكي، (ولد في باث في الولايات المتحدة 1838  م).